# Pelargonium hortorum

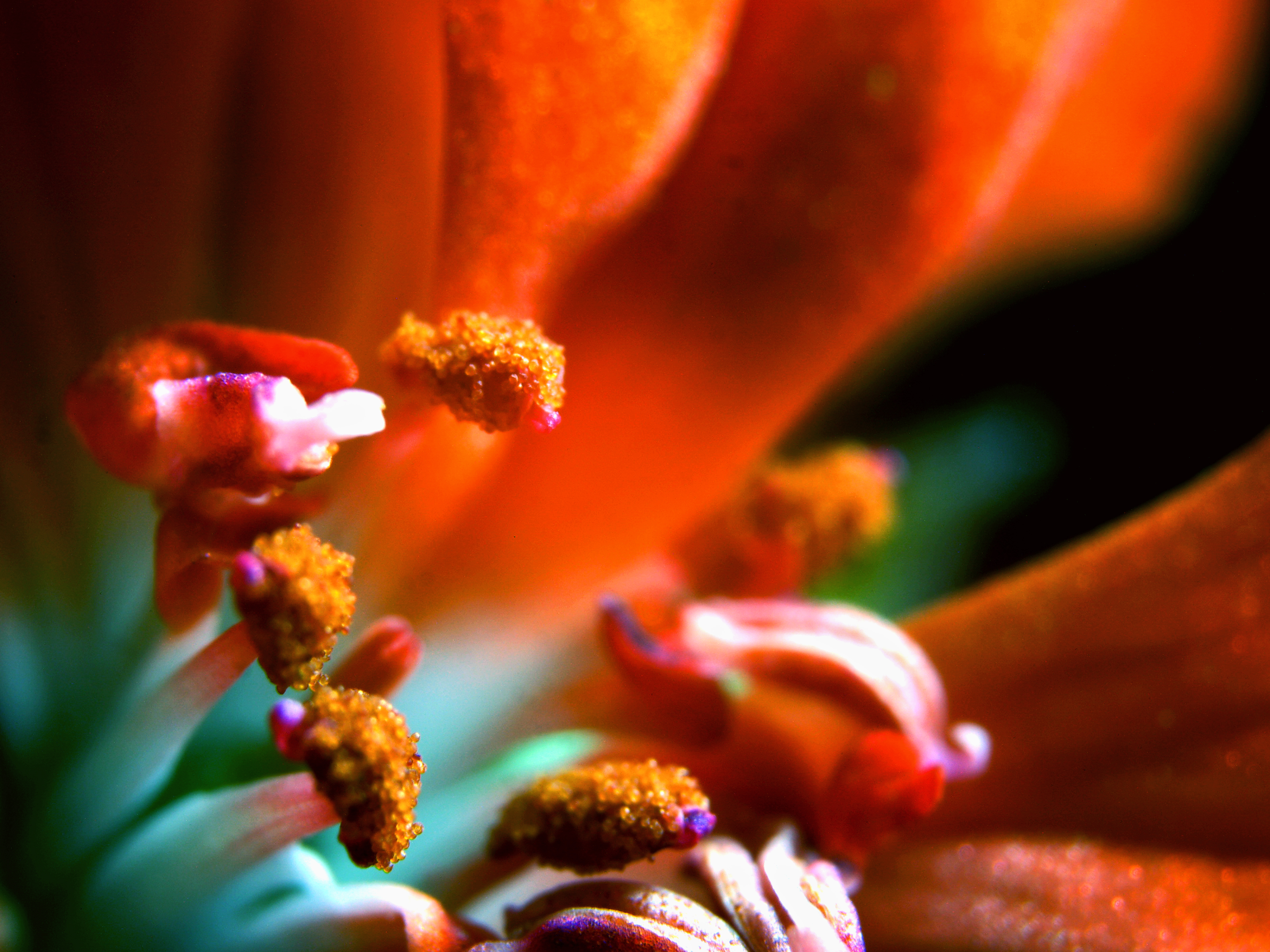
Detalle de las anteras

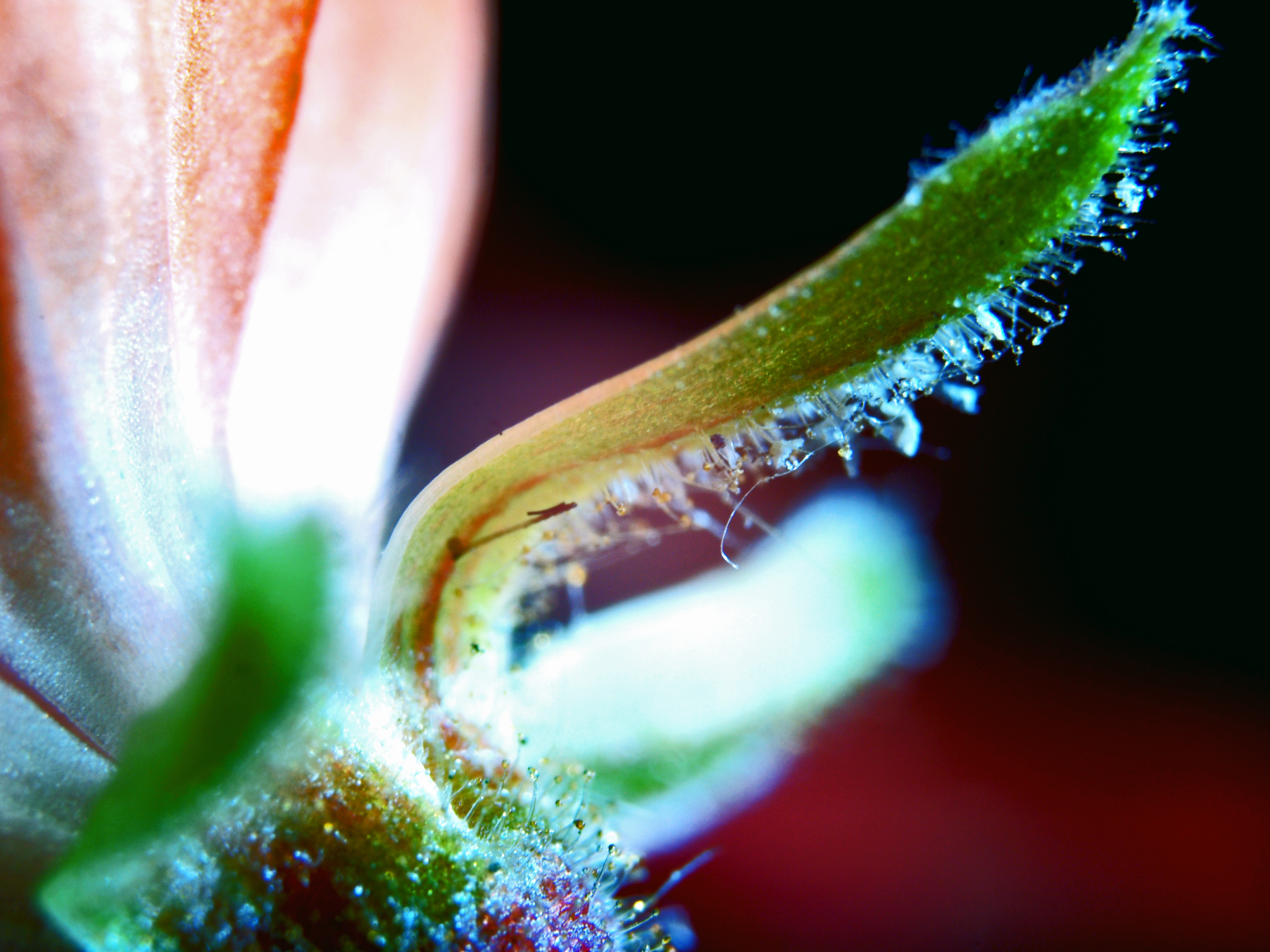
Sépalo

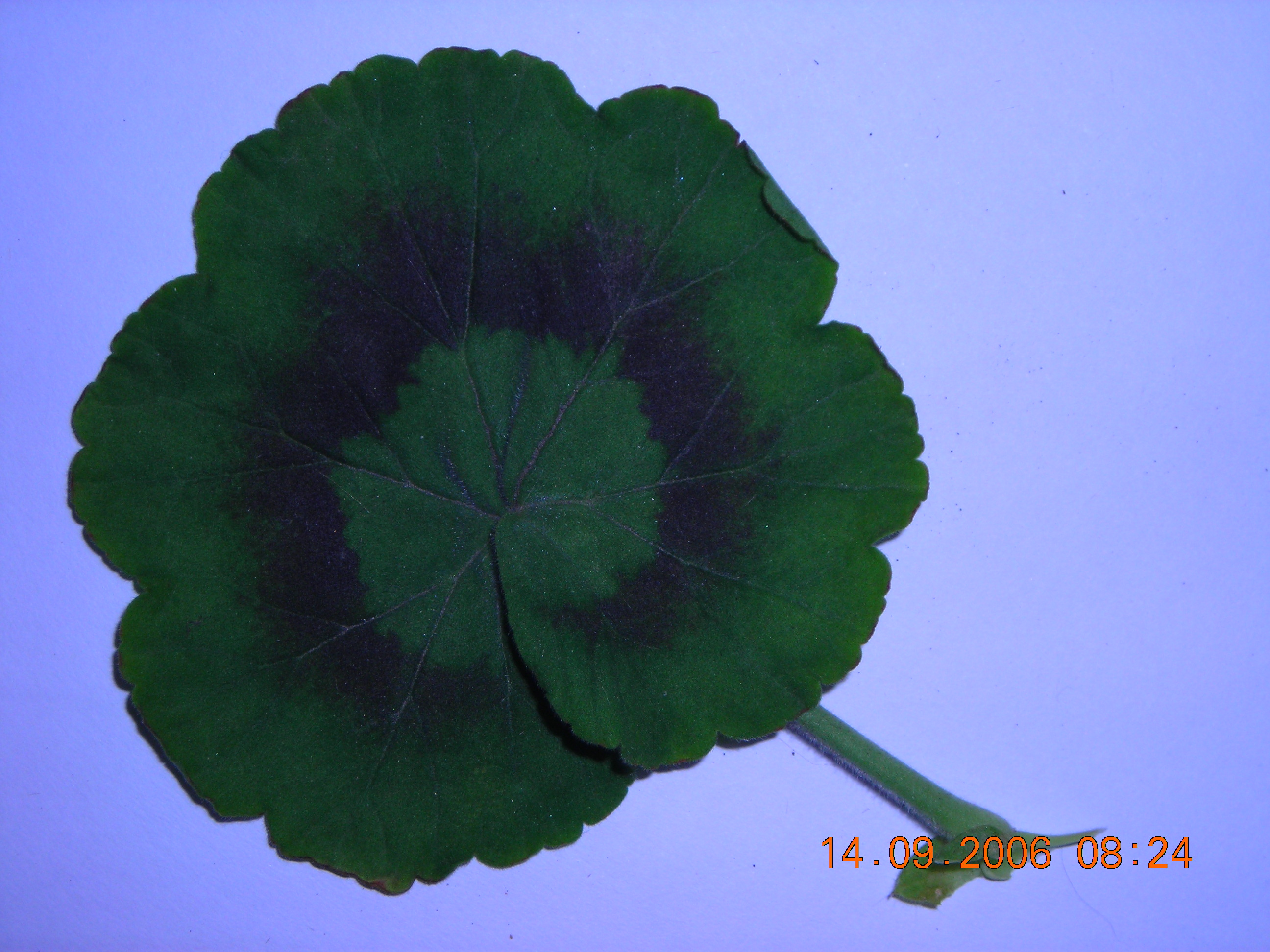
Haz de hoja

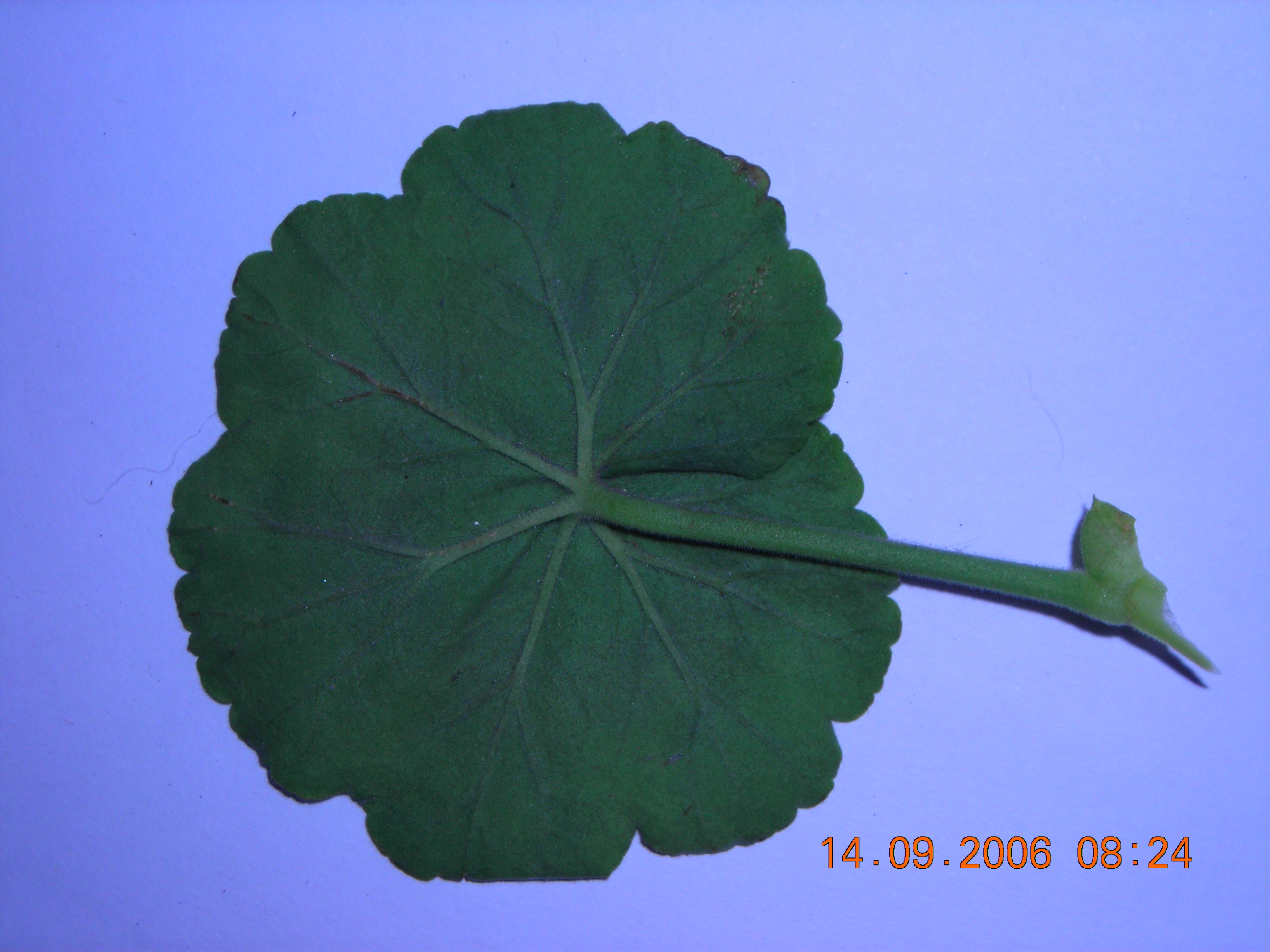
Envés de hoja

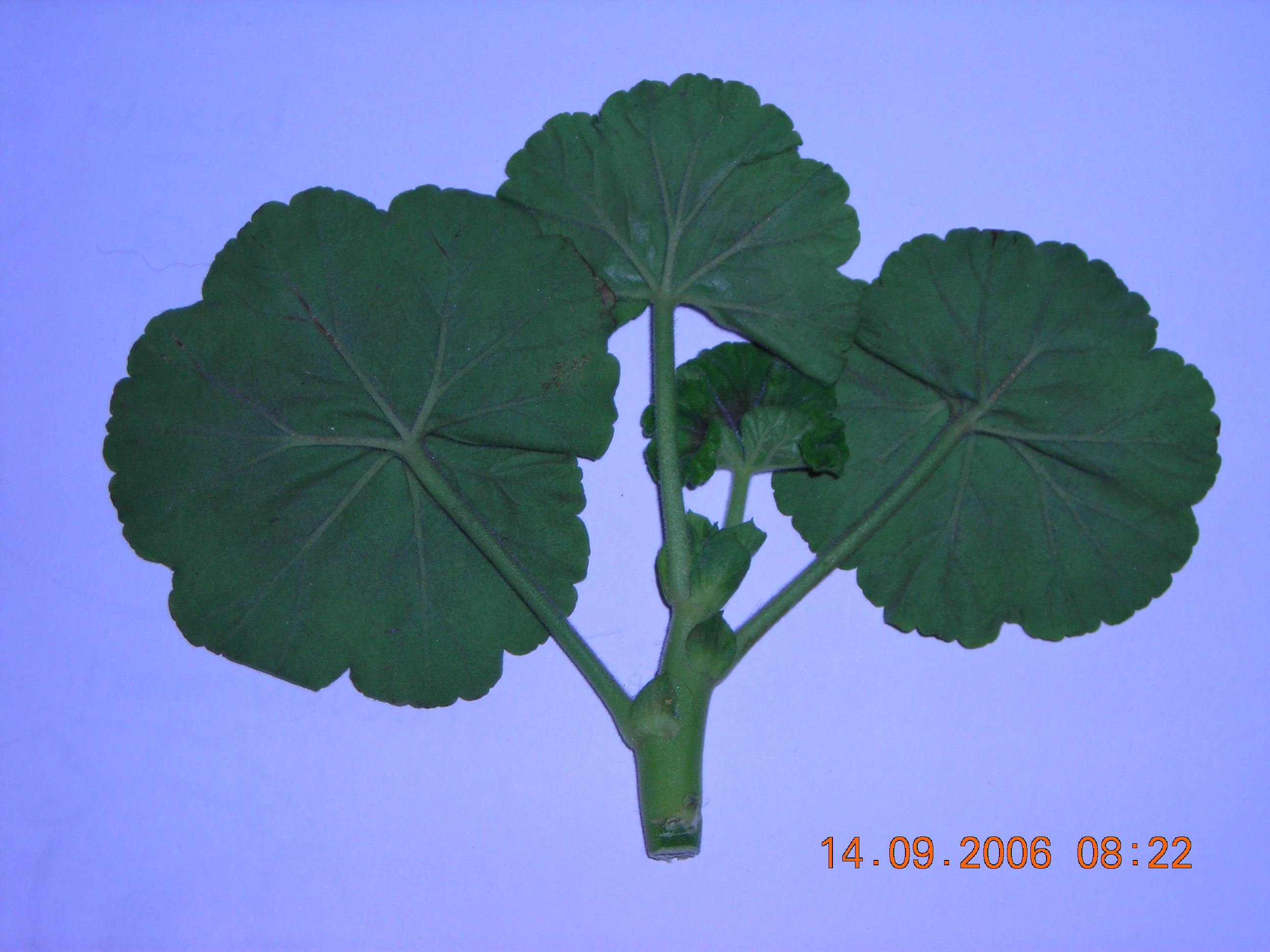
Tallo de P. x hortorum

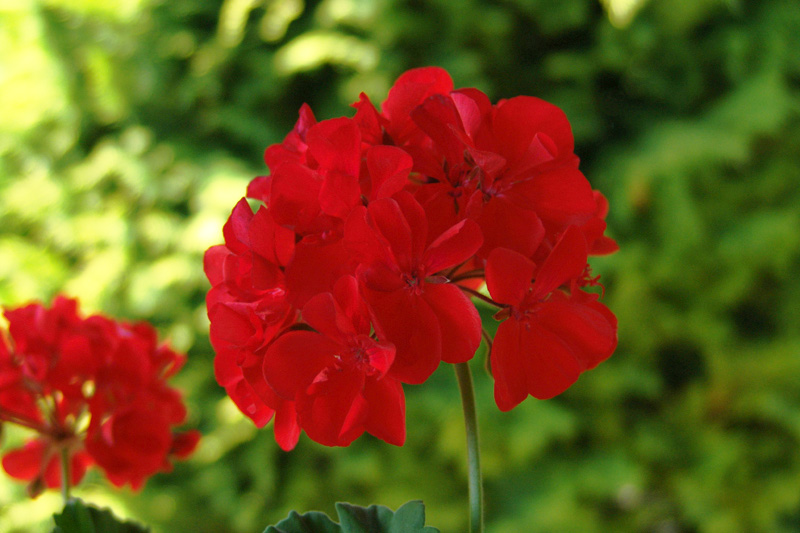
Detalle de la inflorescencia

Pelargonium x hortorum, generalmente conocida como malvón, cardenal, geranio común o geranio de jardín (erróneamente llamado geráneo común/de jardín), es un híbrido originado por cruzamiento de P. inquinans y P. zonale, utilizada en jardinería como planta decorativa. Pertenece a las Dicotiledóneas, familia Geraniaceae, con hábito de crecimiento de arbusto, subarbusto y herbáceo.
El geranio común originalmente estaba incluido en el género Geranium, como lo dispuso Linnaeus, hasta que en 1738 Johannes Burman introduce el nombre Pelargonium. Esta separación finalmente se da con base en las diferencias de las flores y las cápsulas de semillas.

## Descripción
El Pelargonium x hortorum presenta un tallo suculento, erguido, pubescente, con estípulas en la base de las hojas y muy ramificados. Tienen sección cilíndrica y una altura de 30 a 60 cm, poseen eustela de tipo ectofloica con discos de almidón y haces colaterales.

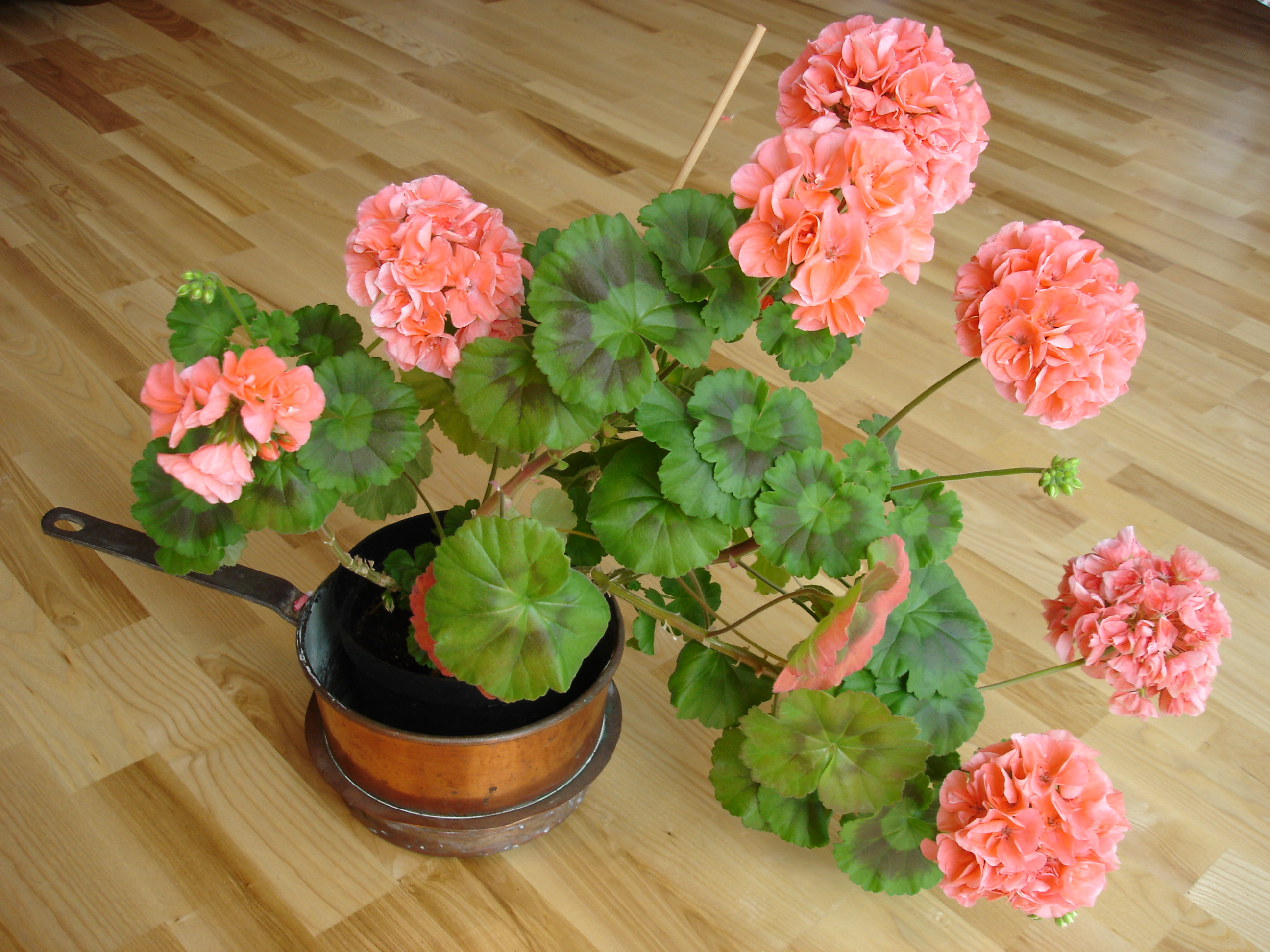
Pelargorium x hortorum es comúnmente llamado geranio

Las hojas son simples, alternas, opacas de láminas anchas y reniformes de bordes dentados o muy sinuosos, pecioladas y afelpadas, generalmente con una banda de color oscuro. Poseen haces vasculares colaterales, mesófilo con parénquima en empalizada y esponjoso y pelos glandulares y tactores. Los estomas son del tipo anomocítico, sin células anexas diferenciables y aparecen únicamente en la cara abaxial.

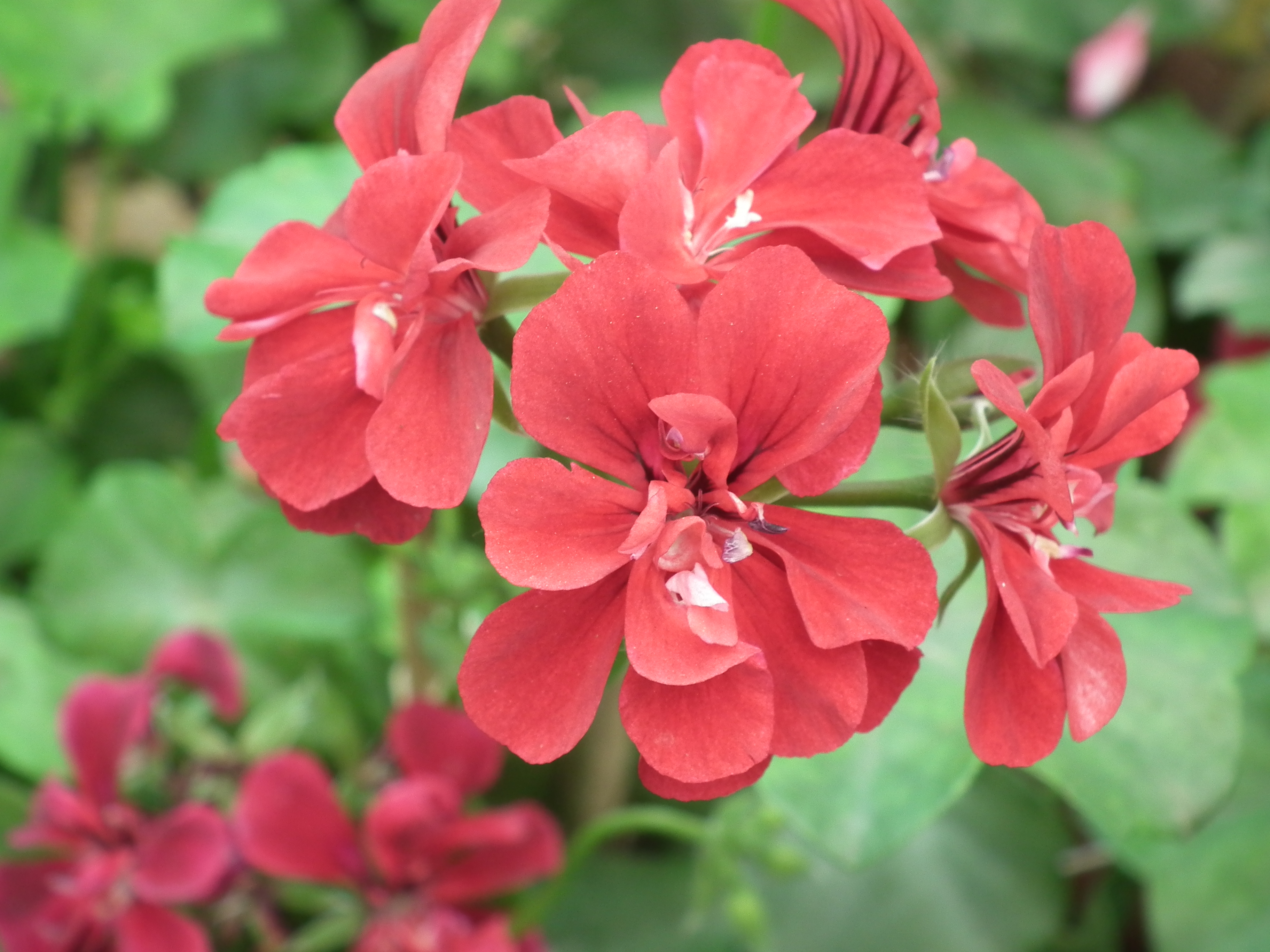
Geranio de flores dobles en Chantilly, Francia

Presenta flores hermafroditas, rojas simples de 2-3 cm de diámetro dispuestas en falsas umbelas, en inflorescencias cimosas, presentan 5 sépalos libres de color verdoso, 5 pétalos, numerosos estambres y 3 estaminodios generalmente, y ovario súpero pentalocular. 
El fruto se compone de cinco cápsulas monospermas, dehiscentes, en la madurez de desprenden separándose sus carpelos y quedan adheridos y enroscados alrededor del estilo.

## Taxonomía
Pelargonium x hortorum fue descrita por Liberty Hyde Bailey y publicado en The Standard Cyclopedia of Horticulture 2531, f. 2840. 1916.
Etimología
Pelargonium: nombre genérico que deriva de la palabra griega: pelargos (cigüeña), aludiendo a la fruta con la forma de pico del ave. Nota: es interesante que varios de los miembros de esta familia toman sus nombres de aves de pico largo, es decir pelargos (cigüeña), geranos (grulla), y erodios (garza)
hortorum: epíteto latíno que significa "de los jardines"

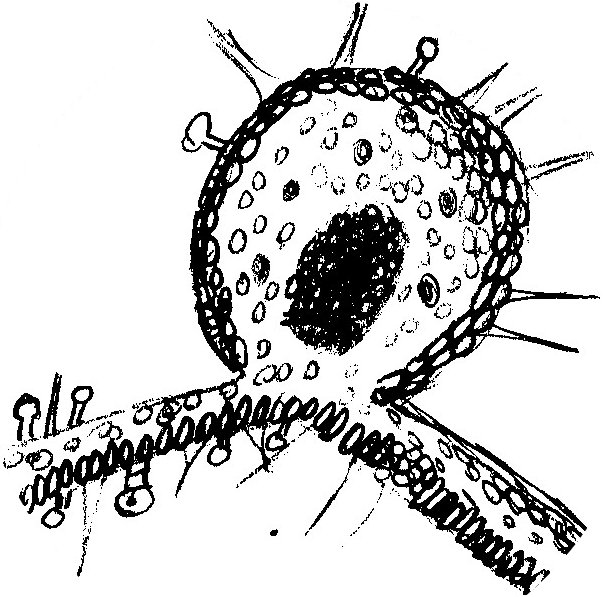
Hoja de Pelargonium
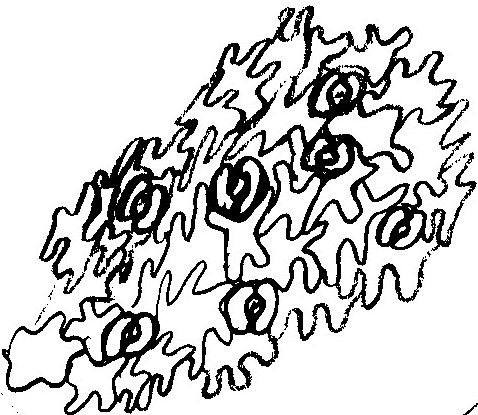
Estomas
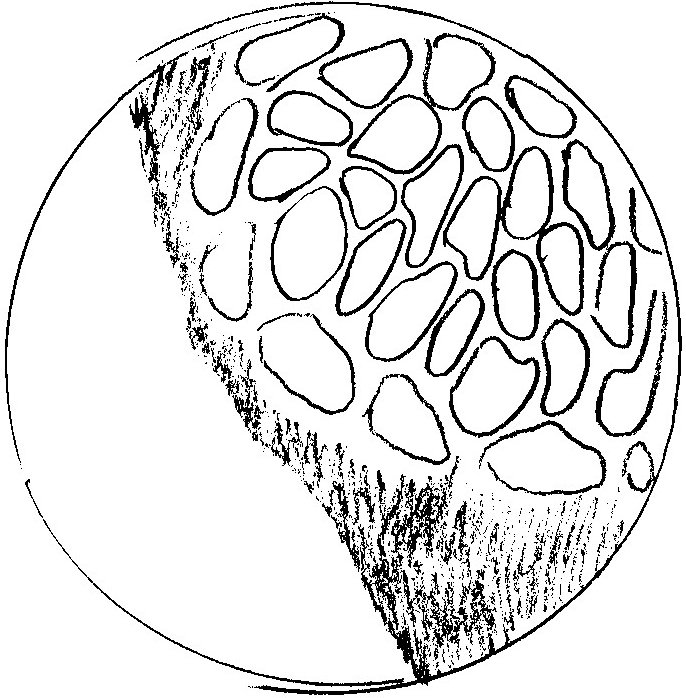
Cara adaxial